# Hoabinhien
Le terme Hoabinhien a d'abord été utilisé par des archéologues français (Madeleine Colani, Henry Mansuy...) pour désigner une industrie lithique  de l'Holocène retrouvée dans la province de Hòa Bình au nord du Viêt Nam,. L'adjectif anglais connexe hoabinhian est devenu un terme courant dans la littérature anglaise pour décrire des assemblages d'artefacts en pierre en Asie du Sud-Est qui contiennent notamment des outils en galets taillés d'un côté, datés d'environ 10 000 à 2000 avant notre ère.
Par la suite, ce terme a été utilisé pour qualifier des assemblages similaires dans toute l'Asie du sud-est.

## Distribution géographique
Depuis que le terme a été utilisé pour la première fois pour décrire les assemblages de sites au Vietnam, de nombreux sites à travers le continent et les îles de l'Asie du Sud-Est ont été décrits comme ayant des composants hoabinhiens. La concentration apparente de plus de 120 sites hoabinhiens au Vietnam reflète des activités de recherche intensives dans ce domaine plutôt que l'emplacement d'un centre de l'activité préhistorique des Hoabinhiens.
Le plus ancien complexe hoabinhien a été découvert à Xiaodong, un grand abri sous roche dans le Yunnan, en Chine, à 40 kilomètres de la frontière birmane. C'est le seul site hoabinhien découvert en Chine.
Les sites archéologiques de Terengganu, Sumatra, en Thaïlande, au Laos, à Myanmar et au Cambodge ont été identifiés comme hoabinhiens, bien que la qualité et la quantité des descriptions varient et que l'importance relative de la composante hoabinhienne sur ces sites puisse être difficile à déterminer. Des recherches archéologiques récentes indiquent que la variation des artefacts hoabinhiens d'une région à l'autre est largement influencée par la proximité locale et spécifique à la région avec les ressources et les changements dans les conditions environnementales.
Au-delà de cette zone centrale, certains archéologues soutiennent qu'il existe des inventaires isolés d'artefacts en pierre présentant des éléments hoabinhiens au Népal, dans le sud de la Chine, à Taïwan et en Australie.

## Les Hoabinhiens et la domestication des plantes
Gorman (1971) a affirmé que Spirit Cave, un site archéologique dans le district de Pang Mapha, province de Mae Hong Son, au nord-ouest de la Thaïlande, comprenait des restes de Prunus (amande), Terminalia, Areca (bétel), Vicia (fève) ou Phaseolus, Pisum (pois) ou Raphia Lagenaria (gourde), Trapa (caltrop d'eau), Piper (poivre), Madhuca (noyer), Canarium, Aleurites (noix de bougie) et Cucumis (un type de concombre) en couches datant d'environ 9800-8500 AP. Aucun des spécimens récupérés ne différait de leurs phénotypes sauvages. Il a suggéré que ceux-ci peuvent avoir été utilisés comme aliments, condiments, stimulants, pour l'éclairage et que les légumineuses en particulier « indiquent une utilisation très précoce des plantes domestiquées » (Gorman 1969 : 672). Il écrivit plus tard (1971 : 311) que « s'il s'agit certainement de cultigènes précoces, reste à établir... Ce qui est important, et ce que nous pouvons dire avec certitude, c'est que les restes indiquent utilisation sophistiquée d'espèces particulières qui sont encore culturellement importantes en Asie du Sud-Est. »
Selon Viet (2004) qui se concentre principalement sur les Hoabinhiens au Viet Nam, notamment à Da But un site sur lequel il travaille daté du cinquième au sixième millénaire avant notre ère jusqu'à la fin du troisième millénaire avant notre ère, note que sur ce site, la nourriture sur laquelle les Hoabinhiens se concentrent principalement sont des crustacés, les noix et les fruits des montagnes.
Les sources alimentaires générales des Hoabinhiens sont en fonction des conditions environnementales les suivantes :
- montagnes rocheuses calcaires (livrant des escargots terrestres et quelques petits mammifères),
- sources d'eau de montagne comme les ruisseaux, les petites rivières, les marécages et les lacs (fournissant des escargots et des poissons),
- surfaces en terre des vallées (noix, fruits, champignons, légumes, céréales sauvages et mammifères sauvages)[5].

## Génétique, populations et langages

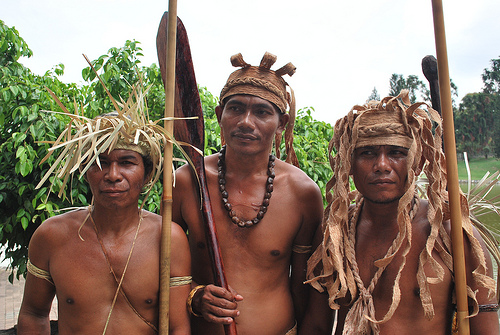
Temuan : les groupes tribaux modernes de l'Asie du Sud-Est continentale sont proches des anciens chasseurs-cueilleurs Hoabinhian.

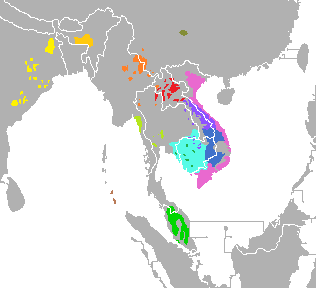
Distribution moderne des langues austroasiatiques.

L'étude paloégénétiue des fossile des sites archéologiques semble montrer que les premiers colons humains anatomiquement modernes (AMH) du sud de l'Asie de l'Est (Asie du Sud-Est continentale [MSEA] et sud de la Chine) sont les ancêtres des derniers chasseurs-cueilleurs hoabinhiens, qui ont prospéré dans la région jusqu'à il y a environ 4 000 ans.
Les Hoabinhiens sont considérés comme la population indigène de l'Asie du Sud-Est continentale. Auparavant, l'origine et la relation exactes des Hoabinhiens et des populations modernes étaient contestées, mais des preuves récentes les relient aux populations austroasiatiques et à un groupe plus large lié à l'Asie de l'Est (à ne pas confondre avec les Asiatiques de l'Est modernes). Une étude récente de Tagore et al. 2021 constate que les Hoabinhiens peuvent être manifestement liés aux populations de langue austroasiatique d'Asie du Sud-Est. Les Hoabinhiens, selon un spécimen de chasseurs-cueilleurs vieux de 8 000 ans du Laos, se révèlent les plus proches des Semai modernes, des Temuan et des Jah hut de la péninsule Malaise, ainsi que des Nicobarais isolés, suivis des Khmers.
Contrairement à une étude précédente de McColl 2018, qui suggérait un lien entre les Hoabinhiens et les peuples andamanais (Onge), ils n'ont trouvé aucune preuve d'un tel lien, mais au contraire, des preuves d'un flux génétique d'ascendance liée à l'Asie de l'Est vers les Onges/andamanais (des études antérieures estimaient à environ 32 % d'ascendance liée à l'Asie de l'Est chez les Onges andamanais). De plus, ils concluent que les langues austroasiatiques se sont probablement propagées avant le développement de la riziculture, qui s'est ensuite propagée avec une « composante nord-est asiatique » et que l'affiliation linguistique ne correspond pas nécessairement à l'ascendance génétique, notant la diversité interne des groupes austroasiatiques modernes, en particulier la branche Munda.